# Kostakioí
Kostakioí är en ort i Grekland.   Den ligger i prefekturen Nomós Ártas och regionen Epirus, i den centrala delen av landet, 270 km nordväst om huvudstaden Aten. Kostakioí ligger 24 meter över havet och antalet invånare är 1 417.
Terrängen runt Kostakioí är platt åt sydväst, men åt nordost är den kuperad.Runt Kostakioí är det ganska tätbefolkat, med 67 invånare per kvadratkilometer. Närmaste större samhälle är Arta, 3,6 km nordost om Kostakioí. Omgivningarna runt Kostakioí är en mosaik av jordbruksmark och naturlig växtlighet.